# 御井敬三
御井 敬三（みい けいぞう、1918年〈大正7年〉9月 - 1971年〈昭和46年〉8月23日）は、日本の漢方医、鍼灸師。和歌山県出身。明日香村の遺跡の保存に努めた。

## 生涯
御井は、小学校を卒業する頃から視力が低下し始め、盲学校を経て漢方医を志望した。終戦後には、鍼灸師としての道を進んだ。1968年には、PHP研究所の参与に就任した。1971年には財団法人飛鳥保存財団を設立し、明日香村の歴史的な遺跡の保存運動に努めている。

## 運動
御井は、宅地開発により、隣接する橿原市の歴史的な風土が破壊されつつあることに気づいた。御井は、明日香村の遺跡の保存のために、鍼灸院の客であった松下幸之助を通じて、内閣総理大臣（当時）の佐藤栄作に直訴状を出した。